# Csekkben a tenger
A Csekkben a tenger (Blank Check) 1994-ben bemutatott amerikai filmvígjáték.

## Cselekmény
Preston Waters vállalkozó szellemű 12 éves gyerek, aki arról álmodik, gazdag lesz, hogy saját szabályai és saját szobája legyen. Emiatt a családjával vitatkozik. Az apja úgy dönt, hogy Preston kap egy 11 dolláros csekket, hogy nyisson egy számlát, ami majd apránként kamatozni fog.
Amikor hiába próbálja befizetni a csekket a bankban, Preston találkozik Shay Stanley banki alkalmazottal, aki egyúttal beépített FBI-ügynök is. Csalódottan a számlanyitás lehetetlensége miatt, ilyen kevés pénzzel Preston hazabiciklizik, de útközben elgázolja Quiegley, egy kétes alak, aki épp most szabadult a börtönből. A balesetet követő vita során Quiegley a helyszínen közbelépő rendőrautóktól megijedve úgy dönt, hogy kártérítésként egy biankó csekket ad a fiúnak. A baleset előtt Quiegley felvette a kapcsolatot egy régi társával, hogy tisztázza az ellopott egymillió dollárt, amelyek sorszámmal vannak ellátva.
Hazatérve Preston úgy dönt, hogy a biankó csekk összegeként pontosan 1 millió dollárt ad meg. Másnap Preston elmegy a bankba, hogy beváltsa a csekket, és véletlenül pont Quiegley bankár barátját találja ott. A bankár kissé gyanakszik, de aztán úgy dönt, hogy átadja a pénzt, mert azt hiszi, Queigley ötlete, hogy egy gyereket használjon fel, amivel nem keltenek gyanút.
Pillanatokkal később megérkezik az igazi társ, akit „Joghurt”-nak hívnak, és aki rossz hírekkel áll elő.
Preston a pénzt jobb életkörülményekre fordítja, vesz egy nagy házat, medencével és rengeteg játékkal. Mindezt egy hamis személyazonosság alatt teszi, egy általa kitalált Machintosh nevű milliomos filantróp nevében. Preston limuzint is bérel, és közeli barátságot köt a sofőrrel, Henryvel, aki a kalandokban és a játékokban társa lesz. Preston úgy tesz, mintha egy Machintosh nevű milliomosnak dolgozna, ezzel igazolva új ruháit és őrült költekezését.
Quiegley, a bankár és Joghurt rábukkannak Prestonra, de ő egy szökőkút segítségével elmenekül előlük.
Születésnapjára a fiú úgy dönt, hogy nagy bulit szervez, nem kímélve a költségeket. Hogy igazolja ezt az eseményt, elmondja, hogy a milliomos Machintosh éppen születésnapos. Az ünneplés alatt Preston rájön, hogy nem tudja kifizetni a számlát, és egy hét alatt elköltötte az egész egymillió dollárt. A helyzet bonyolódik, és a fiatal főhős megérti, hogy a pénz nem tesz boldoggá, köszönhetően annak is, hogy apja meglátogatja Machintosh irodájában.
A bűnöző Quiegley rájön, hogy Machintosh nem létezik, és az az ötlete támad, hogy felveszi a fiú által kitalált milliárdos személyazonosságát, hogy folytassa piszkos ügyeit. Prestont ezért Quiegley és bandája elfogja, de az FBI, amely Machintosh tevékenysége után nyomoz, és a lopott pénz nyomában jár, azonnal közbelép. Quiegley-t letartóztatják és elviszik, Preston pedig visszatér a családjához, akik egy egyszerű és gyönyörű születésnapi tortával várják.

## Szereposztás
- Brian Bonsall – Preston Waters (Magyar hangja: Gerő Gábor)
- Karen Duffy – Shay Stanley (Magyar hangja: Bertalan Ági)
- Miguel Ferrer – Carl Quigley mint Mr. Macintosh (Magyar hangja: Vass Gábor)
- Tone Lōc – Juice (Magyar hangja: Kálid Artúr)
- Michael Lerner – Edward Biderman
- James Rebhorn – Fred Waters (Magyar hangja: Forgács Gábor)
- Jayne Atkinson – Sandra Waters (Magyar hangja: Ráckevei Anna)
- Michael Faustino – Ralph Waters (Magyar hangja: Kolovratnik Krisztián)
- Chris Demetral – Damien Waters (Magyar hangja: Markovics Tamás)
- Rick Ducommun – Henry (Magyar hangja: Koroknay Géza)
- Maxwell Strachan – Quincy Carmichael
- Alex Zuckerman – Butch (Magyar hangja: Szentesi Gergő)
- Alex Morris – Riggs (Magyar hangja: Melis Gábor)
- Debbie Allen – Yvonne (Magyar hangja: Makay Andrea)
- Mary Chris Wall – Betty Jay
- Angee Hughes – Nő a parkban
- Frank Williamson – Preston számítógépe (Macintosh)

További magyar hangok:  Némedi Mari, Biró Anikó, Cseh Viktória, Huszár László 

## Forgatás
A filmet Austinban, San Antonióban és Dallasban forgatták. A filmben látható, Preston által megvásárolt ház a való életben Robert Rodríguez tulajdonát képezte.

## Fogadtatás és bevétel
A Csekkben a tenger kritikai fogadtatása negatív volt. A Rotten Tomatoes oldalán összegyűjtött kritikák alapján tizenegy kritikusból tíz negatívan és mindössze egy kritikus pozitívan értékelte a filmet.
A filmet 1994. február 11-én mutatták be az észak-amerikai mozik. Nyitóhétvégéjén a harmadik helyen végzett (lemaradva a második hete műsoron lévő Ace Ventura: Állati nyomozó és a szintén debütáló Szökésben című filmek mögött) 5 411 897 dollár bevétellel. Összességében több mint 30,5 millió dollárt hozott Észak-Amerikában.

## Fordítás
- Ez a szócikk részben vagy egészben  a   Blank Check (film) című angol Wikipédia-szócikk fordításán alapul.  Az eredeti cikk szerkesztőit annak laptörténete sorolja fel. Ez a jelzés csupán a megfogalmazás eredetét és a szerzői jogokat jelzi, nem szolgál a cikkben szereplő információk forrásmegjelöléseként.
- Ez a szócikk részben vagy egészben  a   Ho trovato un milione di dollari című olasz Wikipédia-szócikk fordításán alapul.  Az eredeti cikk szerkesztőit annak laptörténete sorolja fel. Ez a jelzés csupán a megfogalmazás eredetét és a szerzői jogokat jelzi, nem szolgál a cikkben szereplő információk forrásmegjelöléseként.

## További információ
- Hivatalos oldal
- Csekkben a tenger a PORT.hu-n (magyarul)
- Csekkben a tenger az Internetes Szinkronadatbázisban (magyarul)
- Csekkben a tenger az Internet Movie Database-ben (angolul)
- Csekkben a tenger a Rotten Tomatoeson (angolul)
- Csekkben a tenger a Box Office Mojón (angolul)